# Jonathan Ashworth
Jonathan Michael Graham Ashworth, né le 14 octobre 1978 à Salford, est un homme politique britannique, membre du Parti travailliste.
Il est secrétaire d'État au Travail et aux Retraites du cabinet fantôme depuis 2021 et député de Leicester South de 2011 à 2024.
Ashworth travaille comme conseiller auprès de Gordon Brown et responsable des relations avec les partis pour Ed Miliband. Il est élu pour la première fois lors d'une élection partielle en 2011, à la suite de la démission de son prédécesseur Peter Soulsby.
En octobre 2016, Ashworth est nommé secrétaire à la santé de l'ombre par le chef du parti Jeremy Corbyn, aux côtés de la ministre de l'ombre pour les soins sociaux, Barbara Keeley,. En avril 2020, Ashworth est reconduit dans ses fonctions par le nouveau chef Keir Starmer, gagnant le portefeuille supplémentaire des Affaires sociales en Angleterre.

## Éducation
Ashworth est né à Salford, grandit dans le nord de Manchester et fait ses études au Philips High School de Bury et Bury College avant d'étudier la politique et la philosophie à l'Université de Durham,. En 2000, il est secrétaire national des étudiants travaillistes.

## Carrière politique

### Permanent du Parti travailliste: 2001-2004
Ashworth commence à travailler pour le Parti travailliste en tant qu'assistant de recherche politique en 2001 et est responsable de la politique économique et sociale de 2002 à 2004. En 2003, il est détaché au Parti travailliste écossais pour travailler sur la campagne électorale du Parlement écossais, où il travaille en étroite collaboration avec le Chancelier de l'Échiquier, Gordon Brown. Après les élections, le Scottish Labour reste le parti le plus important à Holyrood, mais la coalition avec les Scottish Lib Dems est reconduite.

### Conseiller spécial: 2004-2011
À partir de 2004, il est nommé conseiller spécial des secrétaires en chef du Trésor Paul Boateng, Des Browne et Stephen Timms, mais dans la pratique, il travaille pour le chancelier de l'Échiquier Gordon Brown. Son travail principal consiste à assurer la liaison avec le mouvement travailliste et le Evening Standard déclare que "son carnet de contacts" est rempli de dirigeants de circonscription et de responsables syndicaux ", et il y a des rumeurs selon lesquelles il serait secrétaire politique au 10 Downing Street dans un futur avenir Gouvernement Brown.
Lorsque Gordon Brown devient Premier ministre en juin 2007, Ashworth est nommé secrétaire politique adjoint chargé de faire le lien entre le gouvernement et les syndicats. Plus tard cette année-là, il y a des spéculations selon lesquelles Ashworth pourrait être choisi pour remplacer John Prescott en tant que candidat officiel du parti travailliste pour Kingston upon Hull East bien que cela n'ait rien donné. Ashworth passe la majeure partie de la campagne électorale partielle de Crewe et Nantwich dans la circonscription.
Après la défaite du parti travailliste aux élections générales de 2010, Ashworth devient secrétaire politique du chef du parti par intérim Harriet Harman. Il ne soutient publiquement aucun candidat lors des élections à la direction qui suivent en raison de son rôle au sein de l'équipe d'Harriet Harman, mais il est décrit comme un "membre clé" de l'équipe d'Ed Miliband le lendemain de la victoire de Miliband aux élections à la direction du Parti travailliste. Lorsque Miliband est élu chef du Parti travailliste, il demande à Ashworth de rejoindre son bureau en tant que chef des relations avec le parti.

### Candidat parlementaire: 2011
Avec une élection générale imminente, Ashworth est identifié comme quelqu'un pour lequel la direction du Parti travailliste souhaite trouver un siège. Il est intéressé à une éventuelle candidature à Mansfield où le député Alan Meale souhaite arrêter, mais Meale décide de se représenter. Ashworth est ensuite identifié comme un candidat potentiel pour Nottingham East lorsque le député John Heppell prend sa retraite mais l'ancien député Chris Leslie est sélectionné par le Comité exécutif national du parti à la dernière minute.
Ashworth demande à être sélectionné pour Leicester South en 2011 lorsque le député Peter Soulsby décide de démissionner pour se faire élire au poste de maire de Leicester. Il est immédiatement identifié comme étant le favori pour la sélection et est soutenu par les principaux syndicats, dont Unite, GMB et UNISON.
Ashworth est également approuvé par la partie coopérative. Il est sélectionné lors du premier tour de scrutin par le parti local et occupe le siège à une majorité accrue le 5 mai 2011.

### En opposition: 2011-présent
Après la dispute sur l'influence présumée indue des syndicats du Parti travailliste dans la sélection parlementaire de Falkirk en 2013, Ashworth écrit un article pour le Daily Telegraph affirmant que ce sont les gens ordinaires - pas les syndicats - qui choisissent les députés travaillistes.
Le 11 juillet 2013, Ashworth remplace Tom Watson au poste de vice-président du Comité exécutif national.
Ashworth soutient la candidature d'Yvette Cooper au poste de chef du Parti travailliste à la suite de la démission d'Ed Miliband après les élections générales de 2015. Il soutient Tom Watson au poste de chef adjoint.
Après son élection à la tête du Parti travailliste, Jeremy Corbyn nomme Ashworth au Cabinet fantôme comme ministre fantôme sans portefeuille. En décembre 2015, Ashworth vote contre la résolution autorisant le bombardement de l'EIIL par la RAF en Syrie.
Il est nommé secrétaire d'État fantôme à la santé en octobre 2016. À la suite des élections générales de 2017, il déclare officiellement qu'un gouvernement travailliste n'abrogerait pas la controversée loi de 2012 sur la santé et les soins sociaux, malgré l'engagement manifeste du travail à le faire.
Le 10 décembre 2019, il est apparu qu'Ashworth avait dit à un ami qu'il ne pensait pas que les travaillistes gagneraient les élections générales de 2019 qui devaient se tenir deux jours plus tard. Il a déclaré que cela était largement dû à l'impopularité de Jeremy Corbyn et des électeurs en dehors des villes accusant les travaillistes de ne pas avoir soutenu le Brexit. Son ami, qui est un activiste conservateur, divulgue un enregistrement de la conversation à Guido Fawkes. Ashworth a prétendu plus tard qu'il plaisantait.
Ashworth soutient Lisa Nandy lors des élections à la direction du Parti travailliste en 2020. Lorsque Keir Starmer remporte le scrutin, il décide de garder Ashworth en tant que secrétaire à la santé fantôme, étendant son portefeuille pour inclure les soins sociaux. Le secrétaire conservateur de la Santé et des Affaires sociales, Matt Hancock, avait récemment félicité Ashworth pour son aide dans l'élaboration de la politique gouvernementale sur la Pandémie de Covid-19 en janvier 2020.

## Vie privée
Ashworth s'est fiancé à Emilie Oldknow, la directrice régionale des Midlands de l'Est pour le parti travailliste, en 2008,. Elle est la candidate officielle du parti travailliste pour Sherwood aux élections générales de 2010, mais n'est pas élue. L'ancien Premier ministre Gordon Brown et son épouse Sarah assistent au mariage du couple le 3 juillet 2010 dans le Derbyshire. Ils ont une fille, Gracie, née en mai 2011 peu de temps après sa victoire aux élections partielles et une deuxième fille, Annie.